# Ciniod II dei Pitti
Ciniod (in scozzese Cináed; fl. IX secolo) è stato sovrano dei Pitti attorno all'842.
Secondo la Cronaca dei Pitti, era figlio di Uurad e fratello di re Drest.